# Bazylika Sant’Apollinare in Classe w Rawennie

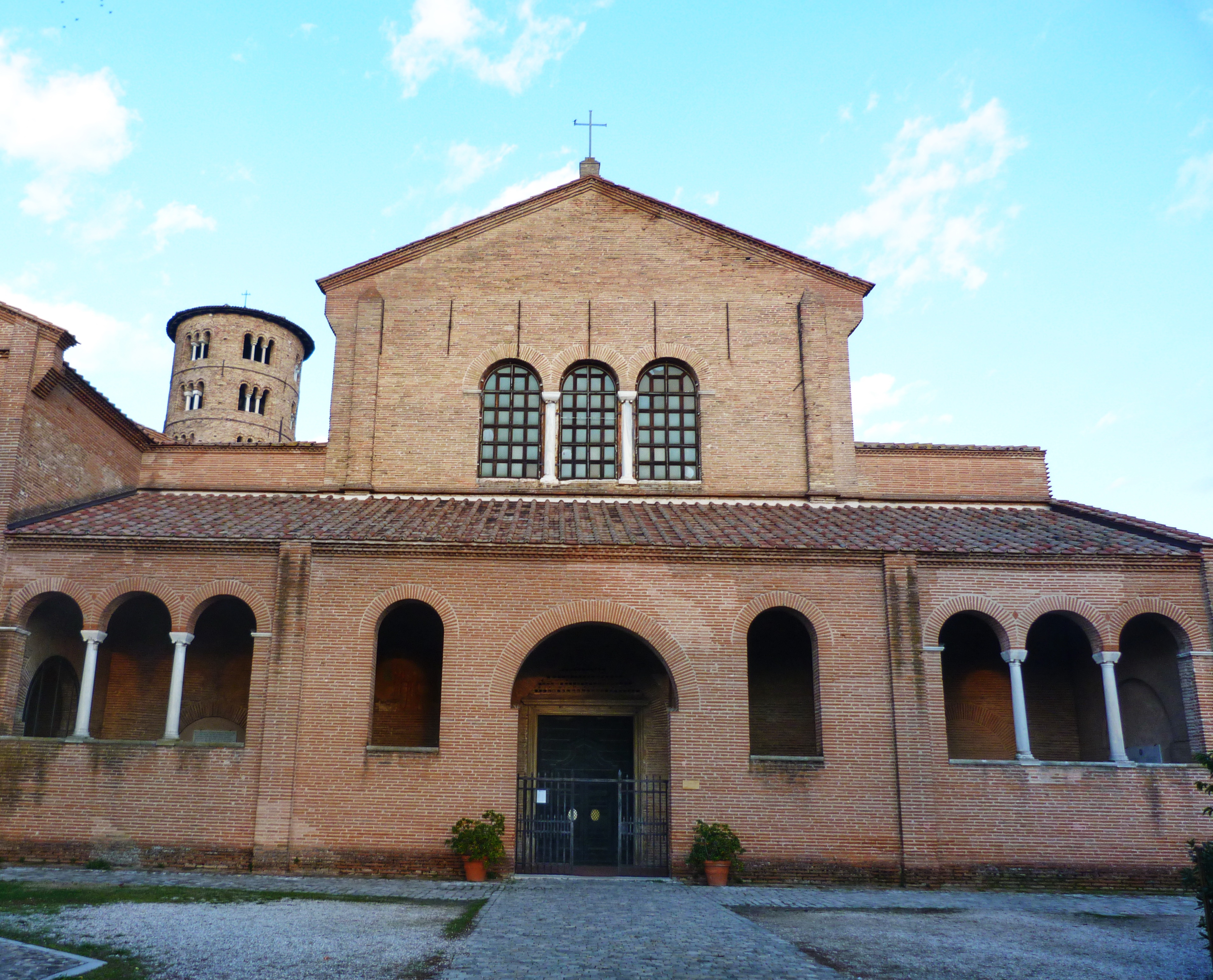
Fasada zachodnia kościoła

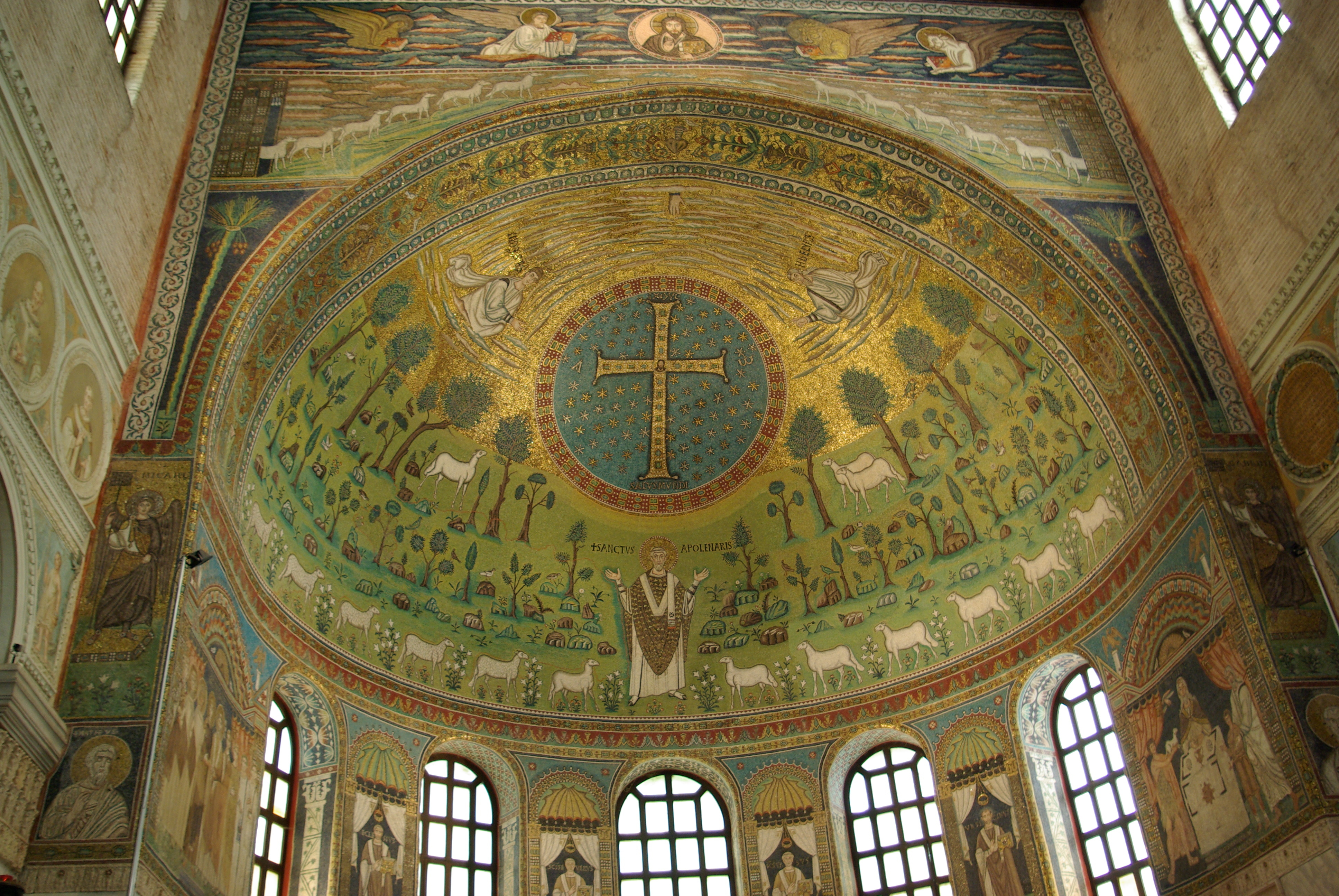
Mozaika w apsydzie

Sant’Apollinare in Classe – bazylika znajdująca się w porcie Rawenny, około 8 km od centrum miasta. Jeden z wczesnochrześcijańskich zabytków, wpisany w 1996 na listę światowego dziedzictwa UNESCO, zaliczany do sztuki okresu bizantyńskiego.
Kościół został konsekrowany w 549 przez biskupa Maksymiana. Jest to trójnawowa bazylika z apsydą, dekorowaną mozaikami. Z połowy VI wieku pochodzą mozaiki na sklepieniu apsydy oraz na większej części łuku tęczowego. Mozaiki znajdujące się między oknami oraz w dolnej części arkady są późniejsze. 
Mozaika na sklepieniu apsydy prezentuje bogatą ikonografię. W centrum przedstawiony jest na tle rozgwieżdżonego nieba krzyż w typie crux gemmata, z głową Chrystusa na przecięciu ramion. Trzy owieczki uosabiają Piotra, Jana i Jakuba, uczestniczących w Przemienieniu Pańskim na górze Tabor. Powyżej spomiędzy chmur wychyla się ręka Boga, a po bokach stoją Mojżesz i Eliasz. Poniżej znajduje się w pozie oranta św. Apolinary – patron kościoła i pierwszy biskup Rawenny. Jego identyfikację umożliwia inskrypcja: SANCTUS APOLENARIS. Dwanaście owieczek symbolizuje dwunastu apostołów.
Mozaika na łuku także przedstawia owieczki, ale wychodzące z Jerozolimy i Betlejem. W szczycie łuku ukazano Chrystusa oraz symbole ewangelistów, a u dołu archaniołów z VII wieku: Michała i Gabriela.
Między oknami apsydy stoją biskupi: Ursycyn, Ursus, św. Sewer i Eklezjusz.

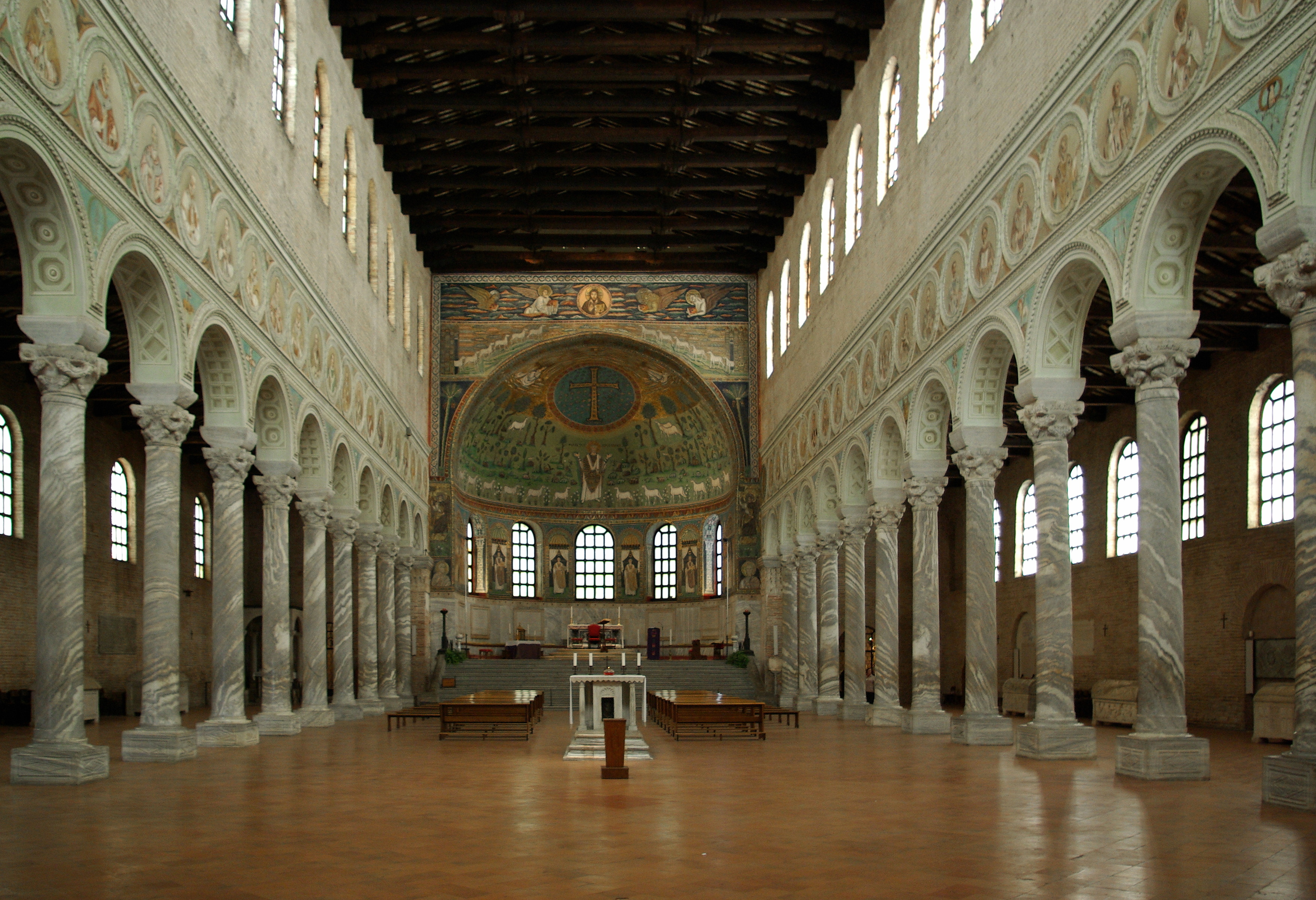
Widok wnętrza z absydą
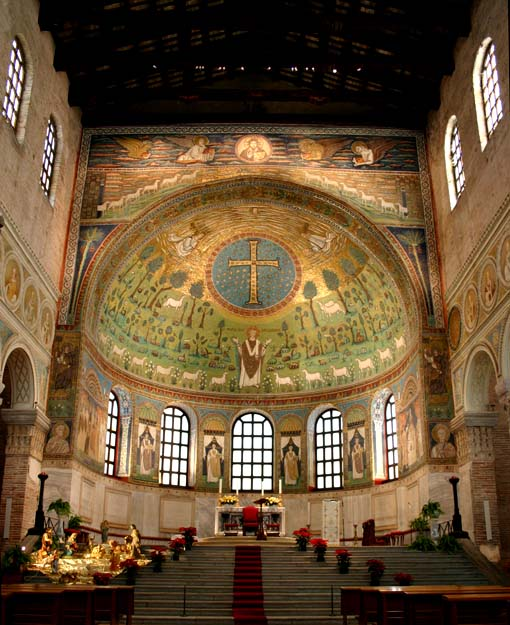
Absyda
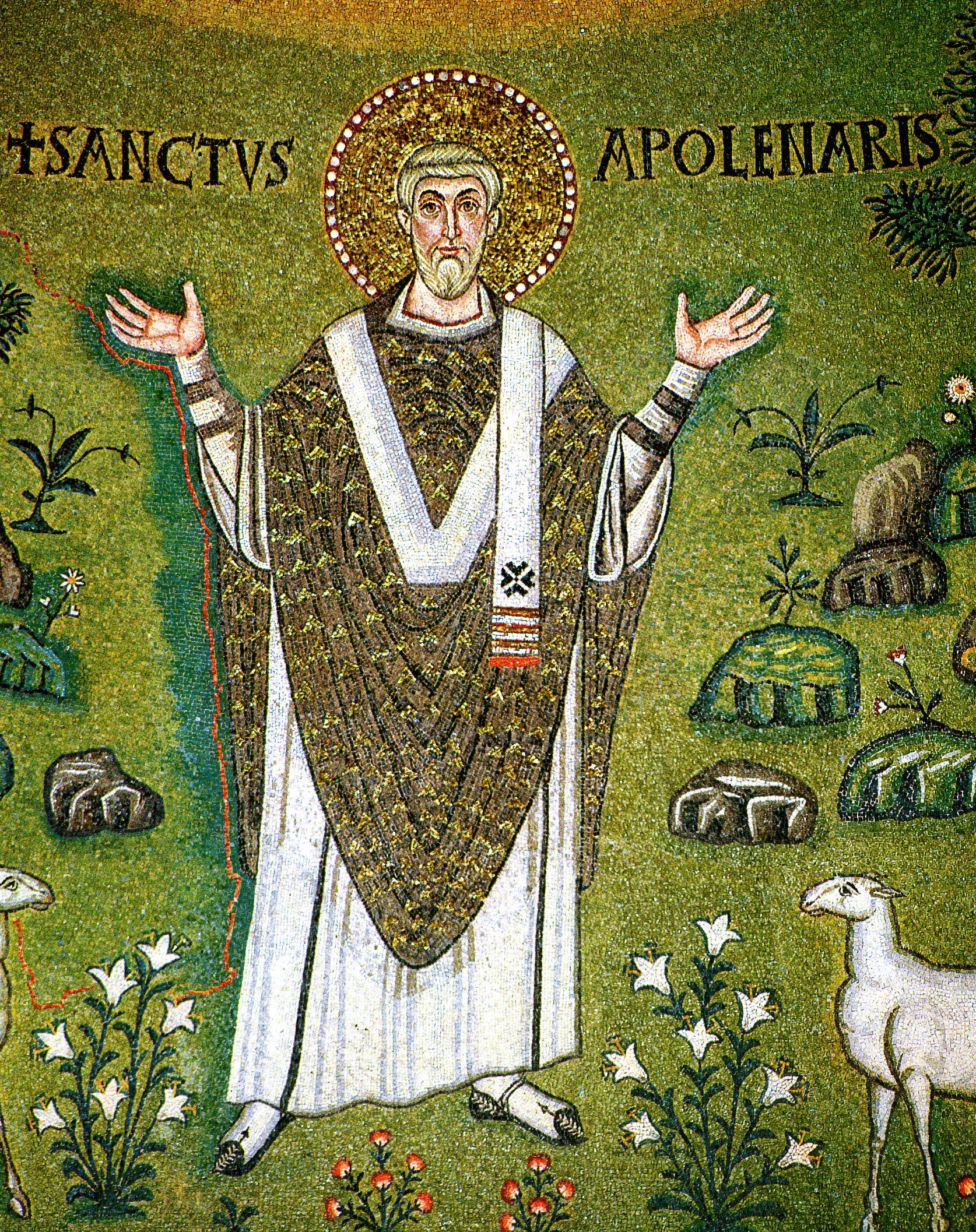
Św. Apolinary. Fragment mozaiki z absydy